# Metr piv

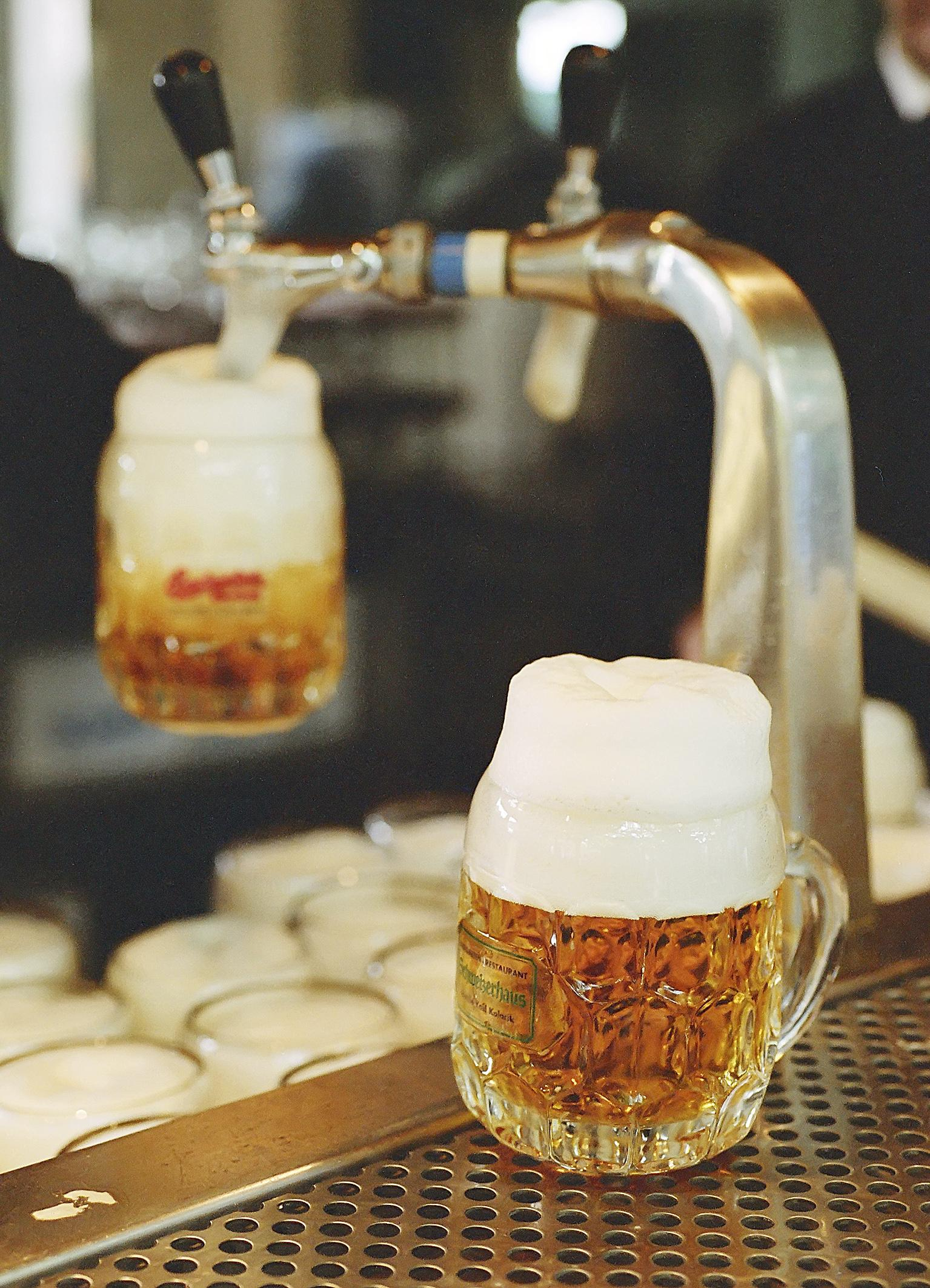
V popředí jedenáctina metru piv

Metr piv je neoficiální česká míra množství vypitého piva. Je odvozena z počtu půllitrů postavených v zákrytu do řady, jejíž délka je nejblíže jednomu metru.

## Velikost
Protože existují různé typy půllitrů, liší se i objem piva vyjádřený jednotkou metr piv. Zpravidla představuje 10 až 11 půllitrů piva,  případně doplněných jednou až dvěma sklenkami destilátu. Většina definic metru piva není závislá na druhu piva.

## Užití v češtině
Výraz metr piv lze nalézt v českém tisku (v české digitální knihovně Kramerius) až od 60. let 20. století. Podle Českého jazykového korpusu se jedná o řídce užívané slovní spojení, používané převážně v mluvené češtině.

## Etalon
Před hostincem v obci Dobříč stojí od 3. června 2001 žulový „Mezinárodní etalon metru piv“ v podobě kamenného stolu od sochaře Jaroslava Řehny, opatřeného kovovou destičkou s certifikací Českého metrologického institutu. Podle propagátorů této akce představuje jednotka 11 velkých piv (půllitrů) s dovolenou tolerancí 1 panáčku navíc.